# Amphioctopus polyzenia
Amphioctopus polyzenia is een inktvissensoort uit de familie van de Octopodidae. De wetenschappelijke naam van de soort is voor het eerst geldig gepubliceerd in 1849 door Gray.